# Cecil McBee
Cecil McBee (Tulsa, 19 mei 1935) is een Amerikaanse jazzcontrabassist.

## Biografie
McBee leerde klarinet spelen, voordat hij op 10-jarige leeftijd wisselde naar de contrabas in in plaatselijke nachtclubs speelde. Hij voltooide een opleiding tot muziekleraar aan de Ohio Central State University en leidde twee jaar lang een militaire band in de United States Army in Fort Knox. In 1959 trad hij op met Dinah Washington. In 1962 ging hij naar Detroit. Daar werd hij in 1963 lid van Paul Winters folkjazz-band, waarmee hij in het opvolgende jaar verhuisde naar New York. Daar werkte hij met muzikanten als Andrew Hill, Sam Rivers, Jackie McLean (1964), Wayne Shorter (1965/6), Grachan Moncur III en Keith Jarrett.
In 1966 speelde hij met Jarrett in het succesvolle kwartet van de saxofonist Charles Lloyd, maar verliet dit echter al na de eerste Europese tournee. Verder nam hij op met Pharoah Sanders, Yusef Lateef (1967–1969), Alice Coltrane (1969–1972) en Charles Tolliver. Tijdens de jaren 1970 trad hij o.a. op met Abdullah Ibrahim, Lonnie Liston Smith, Joanne Brackeen, Art Pepper en Chico Freeman. In 1974 verscheen zijn eerste album Mutima als orkestleider en verdere volgden. Sinds midden jaren 1980 werkte hij als sideman in o.a. de All-Star-formatie The Leaders, totdat hij in 1996 een eigen kwintet formeerde. In 1989 nam hij op met Anthony Braxton (Eight (+3) Tristano Compositions 1989: For Warne Marsh).
In 2007/2008 toerde hij met de hardbopband The Cookers ook in Duitsland. McBee onderwijst aan het New England Conservatory in Boston.

## Discografie
- 1974: Mutima met George Adams, Billy Hart, Onaje Allan Gumbs, Tex Allen, Allen Braufman, Dee Dee Bridgewater, Thabo Michael Carvin, Jimmy Hopps, Lawrence Killian, Allen Nelson, Artie Webb
- 1977: Music from the Source met Chico Freeman, Steve McCall, Joe Gardner, Dennis Moorman, Famoudou Don Moye
- 1977: Alternate Spaces met Chico Freeman, Don Pullen, Famoudou Don Moye, Allen Nelson, Joe Gardner
- 1982: Flying out
- 1989: Heaven's Dance met The Leaders Trio uit McBee, Kirk Lightsey, Famoudou Don Moye
- 1997: Unspoken met James Zollar, David Berkman, Matt Wilson
- 2004: Blueprint Project

- Bibsys: 4102161
- Bibliothèque nationale de France: cb13897275z (data)
- Gemeinsame Normdatei: 134450612
- International Standard Name Identifier: 0000 0000 7994 9972
- Library of Congress Control Number: n78048853
- MusicBrainz: cf362673-150d-4a99-8e7b-22a5fbaaf713
- Nationale Bibliotheek van Israël: 987007339653505171
- Nederlandse Thesaurus van Auteursnamen: 073633879
- Réseau des bibliothèques de Suisse occidentale: 02-A003542275
- Istituto Centrale per il Catalogo Unico: UBOV376521
- Système universitaire de documentation: 081233620
- Virtual International Authority File: 49408740
- WorldCat: E39PBJjCR3pQGM8tbBrGgFKPQq